# Naïma Huber-Yahi
Pour les articles homonymes, voir Huber et Yahi (homonymie).
Naïma Huber-Yahi est une historienne, chercheuse et responsable associative française née le 7 juin 1977 à Tourcoing dans le Nord.

## Biographie

### Jeunesse et études
Naïma Huber-Yahi naît le 7 juin 1977 à Tourcoing dans le département du Nord où elle grandit. Ses parents, immigrés algériens, sont ouvriers textiles. Elle poursuit ses études à Tourcoing puis à l'université de Lille III de Villeneuve-d'Ascq et obtient un DEA d'histoire culturelle à l'université de Grenoble. Elle travaille quatre ans dans le secteur bancaire chez General Electric à La Défense puis reprend ses études et passe un doctorat sur l'histoire culturelle des artistes algériens en France de 1962 à 1987 sous la direction de l’historien Benjamin Stora, spécialiste du Maghreb contemporain,.

### Générations: un siècle d'histoire culturelle des Maghrébins en France
Naïma Huber-Yahi commence à travailler pour l'association Génériques qui cherche à faire connaître l'histoire et la mémoire de l'immigration. Elle coordonne le projet européen Equal qui lutte contre les discriminations et inégalités de toute nature en relation avec le marché du travail. À partir de 2006, elle coordonne le projet d'exposition Générations: un siècle d'histoire culturelle des Maghrébins en France.

### Barbès Café
En 2011, elle coécrit Barbès Café avec Méziane Azaïche, directeur du Cabaret Sauvage. Ce spectacle musical retrace le parcours des chanteurs immigrés algériens et revient sur un siècle d'évènements liés à l'Algérie à travers une vingtaine de chansons allant de M'Rahba du chanteur de chaâbi Cheikh El Hasnaoui à Revolutions de Hichem Takaoute, membre de l'orchestre de Nasredine Dalil. Barbès Café rencontre un franc succès et tourne en France et en Algérie avec de revenir en 2013 à Paris,.

### Ne me libérez pas, je m'en charge!
En 2021, Naïma Huber-Yahi écrit le spectacle Ne me libérez pas, je m'en charge ! sur une idée de Méziane Azaïche qui le met en scène avec Géraldine Bénichou au mois de septembre au Cabaret Sauvage et qui rend hommage aux grandes chanteuses de l'exil comme Cherifa, Hanifa, Noura ou Cheikha Rimitti, porteuses des combats pour l’émancipation féminine et contre le racisme et les discriminations,.

### Douce France, des musiques de l'exil aux cultures urbaines
La même année, elle conçoit et organise avec Myriam Chopin l'exposition Douce France, des musiques de l'exil aux cultures urbaines, au musée des Arts et Métiers à Paris. Elle retrace l’évolution de la musique franco-maghrébine des années 1960 à 2000, à travers la figure de Rachid Taha,.

### Décorations officielles et renommage de rues

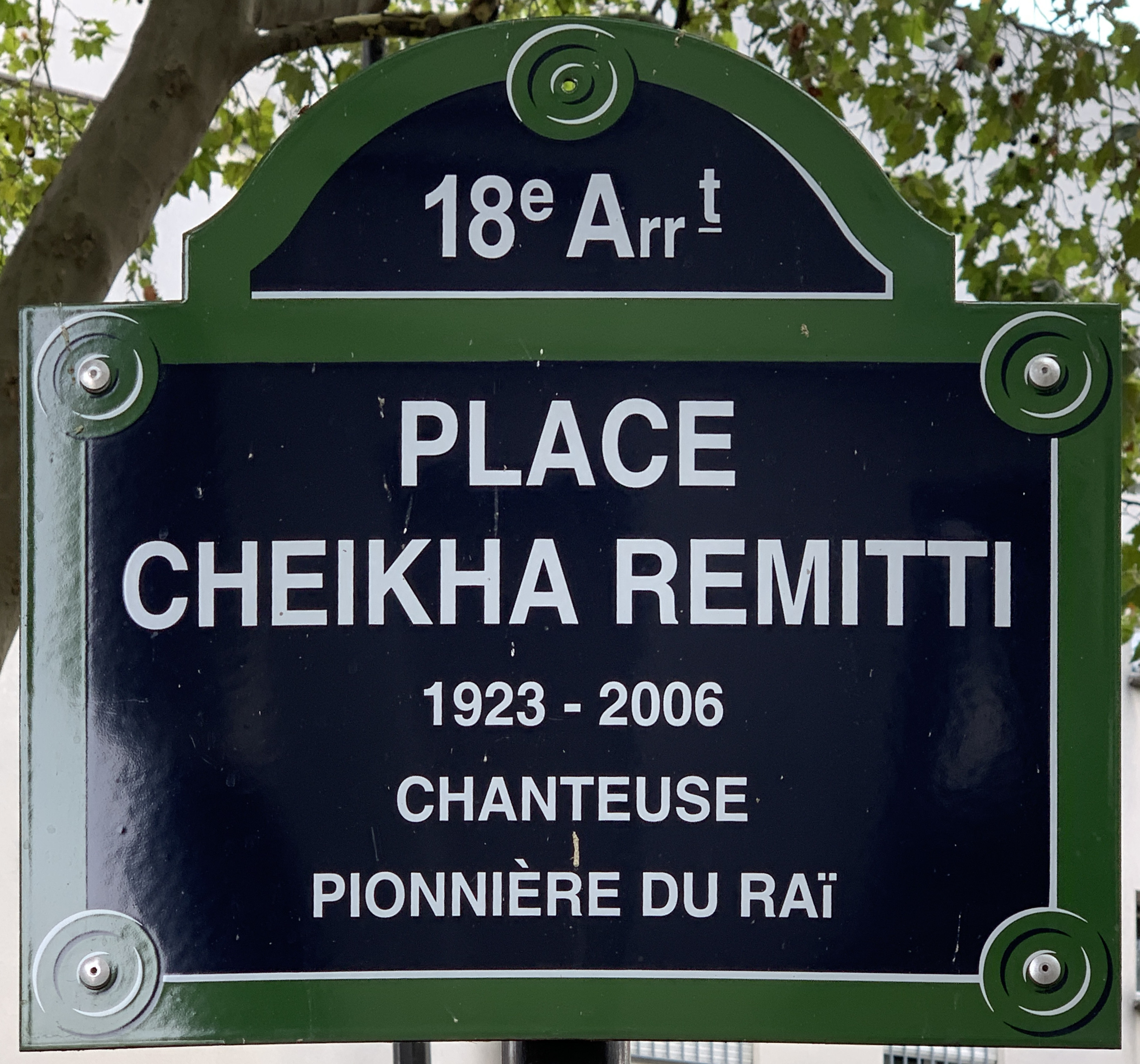
Plaque de la place Cheikha Remitti à Paris.

En novembre 2008, elle parvient à faire décorer la chanteuse Noura et le compositeur Kamel Hamadi de l'ordre des Arts et des Lettres.
Elle contacte également la mairie du 18° arrondissement pour rendre hommage à Cheikha Rimitti, chanteuse pionnière du raï. En juin 2021, une place est inaugurée en son honneur dans le quartier de la Goutte d'Or.

### Interventions dans les médias
Elle collabore et intervient régulièrement dans les médias comme sur Mediapart avec Hajer Ben Boubaker pour parler de la musique comme vecteur d’émancipation des immigrés et de leurs enfants, dans l’hebdomadaire le 1 sur la mémoire politique et culturelle de l'immigration ou encore dans L'Humanité sur le parcours de Rachid Taha,,.
En octobre 2019, elle cosigne la tribune « Jusqu’où laisserons-nous passer la haine des musulmans ? » publiée dans le monde où 89 autres personnalités demandent à Emmanuel Macron de condamner l’agression d’une accompagnatrice scolaire voilée.

## Publications
- Driss El Yazami, Yvan Gastaut et Naïma Yahi, Générations un siècle d'histoire culturelle des Maghrébins en France, Gallimard, Cité nationale de l'histoire de l'immigration, DL 2009 (ISBN 978-2-07-012659-0 et 2-07-012659-5, OCLC 690490998, lire en ligne)
- La France arabo-orientale, (avec Pascal Blanchard, Yvan Gastaut, Nicolas Bancel), Paris, La Découverte, 2013.

## Discographie
- Hna Lghorba : nous sommes l'exil : 1937-1970, maîtres de la chanson maghrébine en France : platinum collection[14].